# موريس سيف
موريس سيڤ (بالفرنسية: Maurice Scève)‏ (بالفرنسية Maurice Scève] (Maurice Scève] هو شاعر فرنسي ولد عام 1500 وتوفى عام 1564. ينتمى إلى مجموعة شعراء ليون التي ضمت العديد من شعراء فرنسا في القرن السادس عشر. كان موريس سيڤ شخص كتوم ومتحفظ لذلك لا نعرف الكثير عن حياته الشخصية.

## نشأته
ولد موريس سيڤ عام 1500 بمدينة ليون بجنوب فرنسا ونشأ في أسرة عريقة من التجار. حظى منذ نعومة أظافرة على تعليم جيد، فلقد حصل على ما يوازى شهادة الدكتوراه في الحقوق وكان يتكلم اللاتينية، الأغريقيه، الإسبانية والإيطالية. تأثر بشدة ككل كتاب وشعراء فرنسا في القرن السادس عشر بالتيار الإنسانى (L'Humanisme) الذي يهتم بكل ما يخص الإنسان جسدآ وروحآ والذي لقى نجاحآ كبيرآ بمدينة ليون. كما تأثر أيضا موريس سيڤ في شبابة بالشاعر الاغريقى بلوتارك وكان يحاول تقليد أعمالة وظن انة اكتشف في مدينة افينيو ضريح لور وهي المرأة التي كان يغازلها بلوتارك في اشعارة. 
اشتهر موريس سيڤ بحبة للسفر، بعقلة المتفتح وبثقافتة الواسعة. حصل على مكانة عالية بين مثقفي ليون حتى أصبح في عام 1536 الشاعر الرسمي للملك. في هذا العام تعرف أيضآ على الشاعرة بيرنيت دى جيلية ونشأت بينهما قصة حب مستحيلة بسبب زواجها.

## أعماله
أشهر أعمال سيڤ هو ديوان شعر باسم Delie, l'objet de la plus haute vertu كتب عام 1544 لأجل بيرنيت دى جيلية ويعد هذا الديوان أول ديوان شعر في فرنسا مكون من مجموعة اشعار غرامية مهداة لامرأة واحدة.
في هذا الديوان يشكو موريس سيڤ الم الحب المستحيل الذي يشعر بة تجاة امرأة متزوجة ويعبر عن ثورثه وآماله والمشكلات التي تواجه بسبب هذا الحب كما يقوم بوصف حبيبتة كالمرأة المثالية. فكلمة (Delie)هي من جهة الاسم المستعار لبيرنيت دى جيلية حيث أنه لم يكن يستطيع البوح باسمها ومن جهة أخرى هي إعادة ترتيب حروف الكلمة الفرنسية (Idée) التي تعنى فكرة وتنتمى إلى الفلسفة الأفلاطونية الجديدة (le néo-platonisme).
فكلمة (Delie) هي كلمة رمزية يشير بها الشاعر إلى حبيبتة كما يعبر من خلالها عن محاولاتة لتخطى الحب الإنسانى والوصول إلى الحب المثالى أي العفيف، فهو في هذا الديوان لا يعبر فقط عن الم الحب المستحيل وانما عن استمتاعه بتحمل هذا الالم.
بعد وفاة بيرنيت دى جيلية عام 1545، انعزل موريس سيڤ عن الناس وعاش وحيدآ. كتب في عام 1547 ديوان شعر بعنوان 
La Saulsaye,égloge de la vie solitaire الذي يثنى فيه الحياة القروية بعيدآ عن بلاط الملك. كما كتب ديوان آخر نشر بعد وفاتة بعنوان Microsome يتناول فيه موريس سيڤ مواضيع شتى حول الدين والعلم.
توفى موريس سيڤ عام 1564 ولا يعرف الكثير عن تفاصيل وفاته.
1. ↑  Amon,Evelyne,Bomati,Yves, Anthologie pour le lycée, Magnard,Paris,2000

1. Maurice Scève